# Tara Lynn Foxx

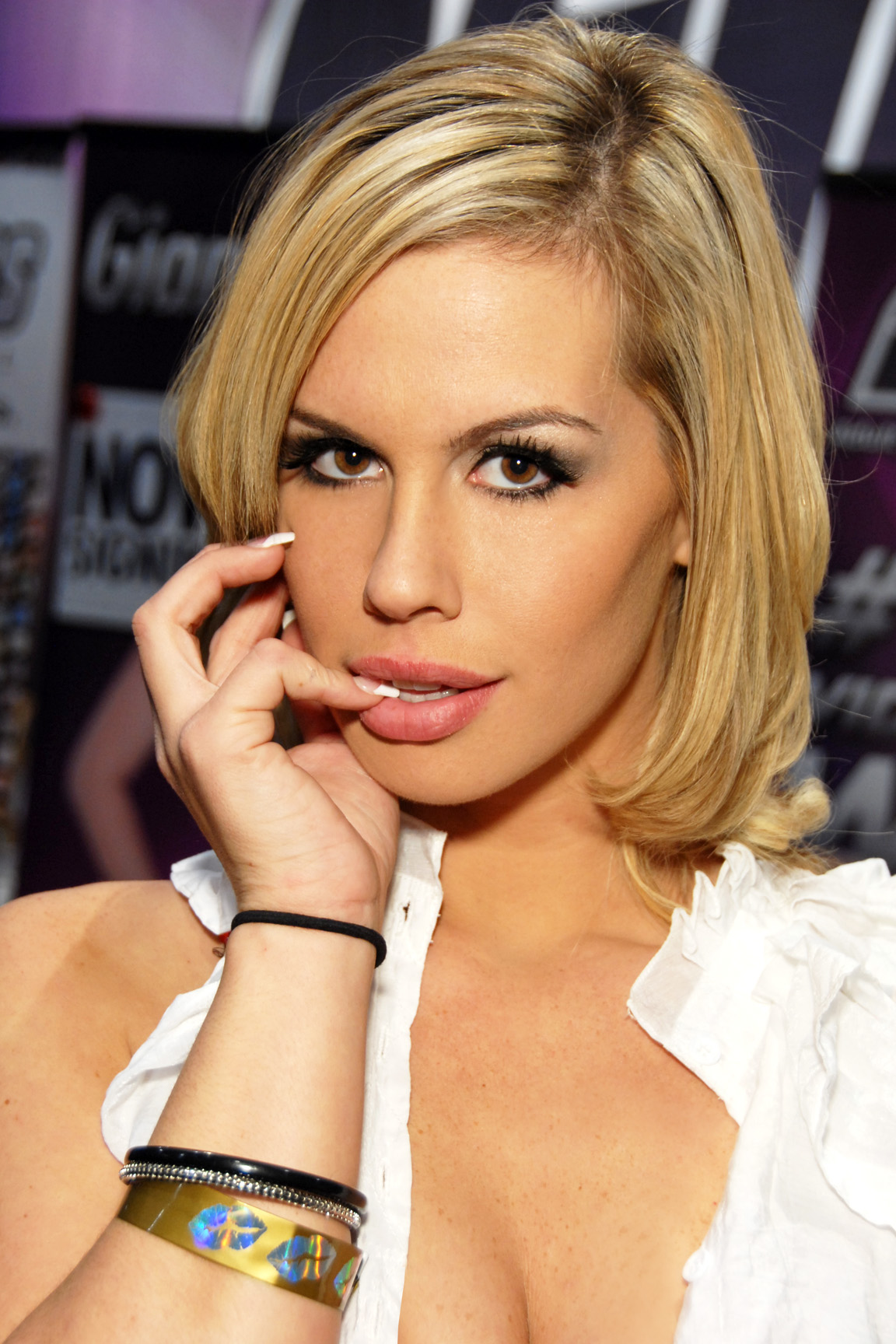
Tara Lynn Foxx (2011)

Tara Lynn Foxx (* 13. Juni 1990 in San Francisco, Kalifornien) ist eine ehemalige US-amerikanische Pornodarstellerin.
Foxx wuchs in einer kleinen Stadt in der San Francisco Bay Area auf in der Nähe von Oakland und besuchte die Highschool in Oregon. Foxx begann ihre Karriere im Jahr 2009 im Alter von 18 Jahren als Webcam-Girl. Seitdem hat sie in ca. 220 Filmen mitgewirkt, die unter anderem von den Studios Evil Angel, Digital Playground, Marc Dorcel, Tom Byron Pictures, Hustler Video und Jules Jordan Video gedreht wurden. So ist sie beispielsweise in Folgen der Serie Barely Legal zu sehen, in der Porno-Parodie Captain America XXX: An Extreme Comixxx Parody, in mehreren Folgen der Serie Device Bondage, der Parodie Spider-Man XXX: A Porn Parody und in This Ain’t Glee XXX.
Im Jahr 2013 wurde sie für die Hauptrolle in dem von Axel Braun gedrehten Film This Ain’t Homeland XXX, einer Parodie auf die TV-Serie Homeland gecastet. 2014 gab sie ihren Rückzug aus der Pornobranche bekannt sowie, dass sie von nun als Foxxy Chef über Kochen und gesunde Ernährung schreiben wolle.

## Auszeichnungen
- 2011: XRCO Award als Cream Dream

## Filmografie (Auswahl)
- 2009: Cum Addicted

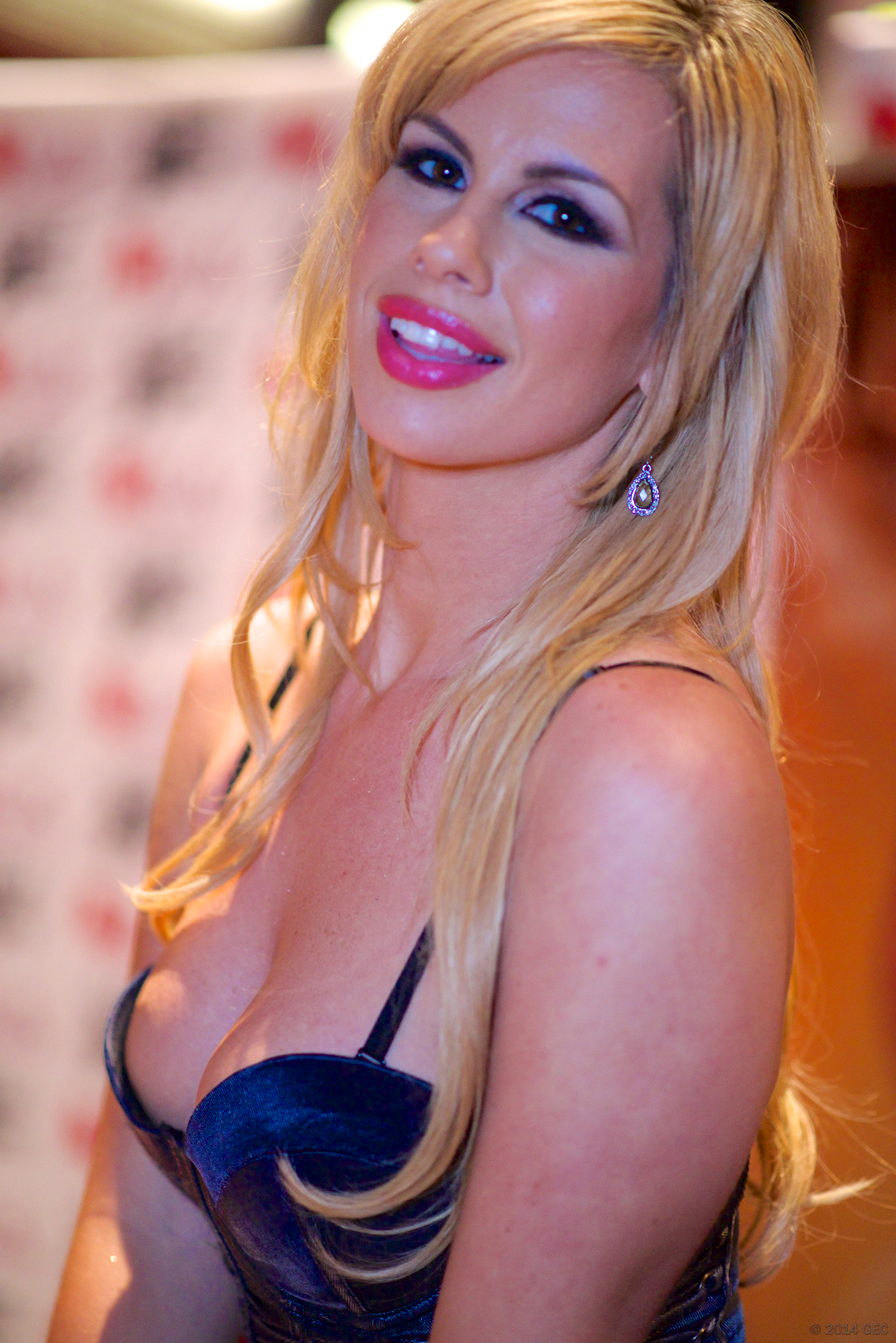
Tara Lynn Foxx im 2014

- 2009: Dick Suckers: Tara Lynn Foxx
- 2009: Fantasy Footjobs 4
- 2009: Fast Times
- 2009: Foxx Trot
- 2009: Fuck a Fan 6
- 2009: Give Me A Hand
- 2009: Glory Hole: Tara Lynn Foxx
- 2009: Naughty Office
- 2010: This Ain’t Glee XXX
- 2010: Belladonna: Slut
- 2010: Big Ass Fixation
- 2010: Blowjob Winner 4
- 2010: Cream Pie Squad 13
- 2010: Handjob Winner 5
- 2010: Private Movies 50: Fuck Me Indie Ass
- 2010: Wired Pussy
- 2011: Rezervoir Doggs
- 2011: Captain America XXX
- 2011: Spider-Man XXX: A Porn Parody
- 2012: Anal Honeys
- 2012: Girlfriends 5
- 2012: Bitchy Bitches 2
- 2012: Hairy Twatter: A DreamZone Parody
- 2012: Tara Loves Shyla
- 2013: Tara Lynn Foxx Live
- 2013: This Ain’t Homeland XXX
- 2013: Hypnosis
- 2013: She Hulk XXX
- 2014: Deep Anal For Hot Blonde Babe
- 2014: Doctor Whore Porn Parody
- 2014: Doctor Whore Xxx 3
- 2014: Tara Lynn Foxx Live
- 2014: Tara Lynn Foxx Solo
- 2016: Celebrate by Fucking
- 2016: Tara Loves Sex and Cum Tasting
- 2016: Tara Lynn Foxx Red Hot Sex
- 2016: Tara Lynn Foxx Gets Porked by Swiney
- 2017: Nikki Sexx and Tara Lynn Foxx Have An Ass Affair
- 2018: Legal Porno
- 2020: PornWorld
- 2023: Tara Lynn Foxx: Reunited
- 2024: Fast Times